# Erianthus delattrei
Erianthus delattrei är en insektsart som beskrevs av Marius Descamps 1975. Erianthus delattrei ingår i släktet Erianthus och familjen Chorotypidae. Inga underarter finns listade i Catalogue of Life.